# Андреа дел Верокио
Андреа дел Верокио (итал.  (Фиренца, око 1435 — 1488, Венеција) је био утицајни италијански вајар, сликар и златар, који је радио на двору Лоренца Медичија у Фиренци. Његови још славнији ученици били су: Леонардо да Винчи, Перуђино, Гирландајо и Сандро Ботичели. Такође је утицао и на Микеланђела. Радио је у зрелом класичном стилу ренесансе.

## Биографија
О Верокију постоји врло мало тачних биографских података. Био је син Микела ди Франческа Чонија, локалног произвођача грађевинских материјала, цигле и цријепа, који се касније упослио као прикупљач пореза у Фиренци.
Његова прва обука је златарски занат, а његов мајстор је наводно био Ђулијано Вероки, чије је презиме Андреа очигледно узео као своје. Још један упитан податак је да је наводно учио вајарство код Донатела, највећег италијанског вајара ране ренесансе. Будући да његова рана дјела имају више стилског утицаја од мањег вајара, Антонија Рузелина, овај податак је такође упитан.
Прве Верокијеве студије сликарства су највјероватније средином 1460-их година, када је по неким информацијама радио у сликарској радионици Алеса Балдовинетија. Међутим, друга претпоставка каже да су Верокио и Ботичели заједно радили у радионици мајстора Фра Филипа Липија у Прату, мјесту поред Фиренце, гдје је Липи радио на фрескама за локалну катедралу.

## Патронаштво Медичија
Најважнија Верокијева дјела су настала у посљедње двије деценије његовог живота. Свој успон на умјетничкој сцени Верокио углавном дугује Пјеру Медичију и његовом сину Лоренцу, водећим меценама умјетности Фиренце. Након Донателове смрти 1466. године, миљеника Медичија, Верокио је донекле заузео његово мјесто радећи слике, али и костиме и декорацију за многобројне прославе и фестивале које су Медичи организовали у Фиренци. Убрзо је постао и кустос умјетничке збирке Медичија у којој су превладавали фрагметни античког римског вајарства, гдје је такође радио на рестаурацији неких попрсја римских портрета.
По неким подацима, чини се да је Верокио урадио неколико дјела и за мецене изван Фиренце. Такође се каже да је, између осталог, радио у Риму за Папу Сикста IV, али не постоје документарни трагови о томе да је икада напустио подручје Фиренце све до почетка 1480-их, када се преселио у Венецију, гдје је након неколико година и умро, оставивиши своју радионицу омиљеном ученику Лоренцу ди Кредију. Ди Креди је такође наслиједио сву Верокијеву имовину.
Верокијева слава је значајно порасла у другој половини 15. вијека тако да су многи касније славни умјетници ренесансе учили вајарство и сликарство у његовој радионици у Фиренци. Међу њима су били Леонардо да Винчи и Перуђино касније учитељ Рафаелов. Фреско-сликар Доменико Гирландајо у чијој радионици је касније Микеланђело начинио своје прве умјетничке кораке, је једно вријеме уско сарађивао са Верокијем. Сандро Ботичели, највећи фирентински сликар ране ренесансе и Франческо ди Ђорђо, су такође у неким моментима били под утицајем умјетности Верокија, као и истакнути фирентински вајари Бенедето да Мајано и Андреа Сансовино.

## Дјело
Године 1479, Верокио је добио наруџбу млетачке владе у Венецији да изради коњички споменик у бронзи Бартоломеа Колеонија, професионалног војника који је био у служби Млетачке републике. Модел споменика је послао 1481. године, а путује у Венецију 1483. године како би извршио коначни пројекат статуе. До Верокијеве смрти 1488. године, модел још није био изливен, тако да је рад на излијевању и полирању повјерен венецијанском вајару Алесандру Леопардију.  Споменик је постављен на своје одредиште Кампо ди Санти Ђовани и Паоло у Венецији 1496. године. Покрет коња и Колеонијев заповједнички поглед дају утисак да ратник иде у битку на челу својих трупа које су иза њега. Ова довитљива сценографија је имала утицаја на коњичке споменике барока и оних које су створени у периоду романтизма 19. вијека. Поред Донателовог коњичког споменика Гатамелата у Падови (око 1447–53), Верокијев споменик Колеонију је у умјетничком и естетском смислу најпостигнутији коњички споменик ренесансе. Моделиран изузетном техничком сигурношћу и вјештином представља врхунац Верокијеве каријере у вајарству.

## Галерија
- Мадона с Христом дјететом, око 1470, Верокијева радионица, Метрополитенски музеј, Њујорк.
- Јероним Стридонски. Палата Пити, Фиренца
- Богородица са Јованом Крститељем и Донатом де Фијезолом, (Катедрала Пистоја), довршио Лоренцо ди Креди.
- Богородица с Христом, c. 1470, Верокијева радионица (Њујорк, Метрополитенски музеј умјетности)
- Путо са делфином (Палата Векио, Фиренца)
- Давид, око 1466–69. г., (Баргело, Фиренца)
- цртеж, Глава жене, 324 x 273 mm, Британски музеј.